# Aporophyla scriptura
Aporophyla scriptura là một loài bướm đêm trong họ Noctuidae.